# Gas-Oil
Gas-Oil je francouzské filmové drama režiséra Gillese Grangiera z roku 1955 s Jeanem Gabinem v hlavní roli.

## Děj
Řidič nákladního automobilu Jean Chape (Jean Gabin) vyráží časně zrána od své přítelkyně na jednu ze svých obvyklých cest. V tmavé noci přejede ležící tělo. Chape informuje policii, která zjistí, že se jednalo o gangstera, který byl již mrtvý.
Kolem Chapa se však začnou dít zvláštní věci. Je ohrožován tajemným vozidlem. Kumpáni mrtvého gangstera se totiž domnívají, že Chape se zmocnil kořisti z loupežného přepadení, kterou měl mrtvý gangster u sebe. Chape se ovšem dokáže bránit. Svolá své kolegy řidiče a s jejich pomocí mafiány přemůže. Nakonec se zjistí, že mrtvý byl otráven svou vlastní ženou, která ho poté i připravila o tašku s penězi.

## Hrají
- Jean Gabin – Jean Chape
- Jeanne Moreau – Alice
- Gaby Basset – Camille Serin
- Simone Berthier – Annie, servírka
- Charles Bouillaud – četnický písař
- Marcel Bozzuffi – Pierrot Ragondin
- Robert Dalban – Félix
- Albert Dinan – Emile Serin
- Gilbert Edard – komisař
- Jacques Ferrière
- Camille Guérini – Lucien Ragondin
- Guy Henry – Jojo, řidič
- Bob Ingarao – gangster
- Roger Hanin – René Schwob
- Jean Lefebvre – řidič
- Lisette Lebon – Mauricette, servírka
- Jacques Marin – četník na komisařství
- Germaine Michel – Maria Ragondin, Pierrotova matka
- Albert Michel – doručovatel
- Albert Montigny
- Marcel Pérès – holič
- Jean-Marie Rivière – gangster
- Henri Crémieux – první komisař
- Ginette Leclerc – Mme. Scoppo
- Mario David – Serinův klient (scéna odstraněna)
- France Arnel
- François Darbon – Antoine Scoppo, zavražděný gangster
- Lucien Desagneaux – zákazník
- Jean Lanier – druhý komisař
- Yvonne Yma – pomlouvačná venkovanka

## Zajímavosti
- Snímek byl natočen podle románu Georgese Baylese Du raisin dans le gas-oil] a patří k nejslavnějším francouzským filmům noir.
- Zvláštností filmu je i to, že oproti většině obdobných snímků jsou zde mafiáni podáni pouze ve zcela negativních rolích.
- Mezi lety 1953 a 1961 natočil Gilles Grangier dohromady dvanáct snímků s Jeanem Gabinem. Tento patří k nim.
- V hlavní ženské roli se objevila pozdější první žena francouzské nové vlny Jeanne Moreau.